# RIVA-Fernsehstudios
Die RIVA-Fernsehstudios waren ein Film- und Fernsehproduktionsunternehmen in Unterföhring (Bayern). Der Name RIVA setzt sich aus den jeweils ersten beiden Buchstaben der Nachnamen der beiden Firmengründer Hans Ritter und Wilhelm Vaillant zusammen.

## Chronik
Nach dem Krieg gründete Wilhelm Vaillant in München gemeinsam mit dem Rechtsanwalt Hans Ritter ein Glühlampenwerk und gliederte daran ein Filmkopierwerk (RIVA-Copier-Werke) und ein Synchronstudio (RIVA-Synchron) an. Die Kinoleidenschaft der Nachkriegszeit trug maßgeblich zum Erfolg des Unternehmens bei. Als die Umsätze jedoch zurückgingen, setzte Wilhelm Vaillant auf das Fernsehen.
Im Spätherbst 1958 folgte der Baubeginn für die Fernsehstudios in Unterföhring (Koordinaten). Damit wurde der Grundstein für die heutige Agglomeration von Medienunternehmen in der Gemeinde nordöstlich von München gelegt. 1961 konnte der Bayerische Rundfunk (BR) als fester Mieter gewonnen werden. Am 15. Juni 1962 wurde mit dem ZDF ein Mietvertrag abgeschlossen. Danach standen der Mainzer Anstalt auf dem Studiogelände ab 1. Januar 1963 vier Aufnahmestudios mit zusammen 1.700 m² für ihre Produktionen zur Verfügung.
Der BR erwarb am 18. Juni 1962 für 18,5 Mio. DM die RIVA-Fernsehstudios und akzeptierte beim Kauf den bestehenden ZDF-Mietvertrag. Der östliche Teil des Geländes wurde von Vaillant wieder zurückgemietet, um ihn an das Landesstudio Bayern des ZDF weiterzuvermieten. Auf dieser Fläche errichtete Vaillant neue Studios mit modernster Produktionstechnik. Die Einführung des Baukastenprinzips (Vorbauhallen) und die strikte Durchführung des Prinzips des Studios der kurzen Wege ermöglichten eine Fließbandproduktion, wie sie seinerzeit nur die BBC erreichte.
Am 1. Januar 1963 nahm der Bayerische Rundfunk in den Studios seinen Betrieb auf. Nach Versuchen mit einer eigenen Produktion verkaufte Vaillant 1966 die neuen Studios an das ZDF-Landesstudio Bayern. Das ZDF betrieb die Studios von 1966 bis 1997 über die 100%ige-Tochterfirma Fernsehstudio München Atelierbetriebsgesellschaft mbH, kurz FSM. Danach wurde der Studiobetrieb von der Bavaria Film- und Fernsehstudios GmbH weitergeführt, der heutigen Bavaria Studios & Production Services GmbH, an der das ZDF mit rund 25 % beteiligt ist. Im Jahr 2014 hat das Unternehmen den Standort Unterföhring aufgegeben. Jahrzehntelang dort produzierte ZDF-Sendungen wie Aktenzeichen XY … ungelöst entstehen seitdem am Stammsitz der Bavaria Film in Grünwald-Geiselgasteig. Das ZDF-Landesstudio Bayern unterhält in Unterföhring jedoch weiterhin Studiokapazitäten.
Der Straßenname Rivastraße erinnert heute noch an den Ursprung des Studioareals.

## Belege
1. ↑  Georg Roeber, Gerhard Jacoby: Handbuch der filmwirtschaftlichen Medienbereiche. Verlag Dokumentation Saur, Pullach 1973, S. 349.
2. ↑  Ivo Mossig: Netzwerke der Kulturökonomie: Lokale Knoten und globale Verflechtungen der Film- und Fernsehindustrie in Deutschland und den USA. transcript Verlag, 2006, S. 110.
3. ↑  synchronkartei.de
4. ↑  Bavaria gibt Produktionsstandort Unterföhring auf. DWDL.de, 30. Januar 2014.